# Dragon's Breath
Dragon's Breath (Aliento de Dragón en español) es un cultivo de chile, reconocido de manera no oficial con 2.48 millones de unidades Scoville, un reclamo que lo convertiría en el segundo chile más picante registrado después de Pepper X. Guinness World Records tiene diferentes resultados acreditados en la materia, mostrando a Carolina Reaper como la más popular del mundo. 

## Desarrollo
La planta se desarrolló en colaboración entre el productor de chile Neal Price, NPK Technology y la Universidad de Nottingham Trent durante una prueba de un alimento vegetal especial y por su aceite esencial que tiene potencial como anestésico para la piel. La planta Dragon's Breath fue cultivada más tarde por el criador Mike Smith de St. Asaph, Denbighshire (Gales), quien dijo que no había planeado criar el chile para un picor récord, sino que estaba tratando de cultivar una atractiva planta de pimiento. Debido a la nacionalidad del granjero que cultivó el pimiento en Gales, se llamó Dragon's Breath por el dragón galés. Se inscribió en el concurso de la Planta del Año en el Chelsea Flower Show 2017 donde estaba en la lista corta, pero no se ubicó.

## Picor
El chile de Dragon's Breath se reconoció (no oficialmente) con 2.48 millones de unidades Scoville, superando los 1.5 millones de Carolina Reaper, el chile más picante conocido anteriormente, pero fue superado varios meses después por Pepper X en 3.18 millones de unidades Scoville.
Los investigadores de la Universidad de Nottingham Trent sugieren que la capacidad del pimiento para adormecer la piel podría hacer que su aceite esencial sea útil como anestésico para pacientes que no pueden tolerar otros anestésicos, o en países donde son demasiado caros. Los expertos de la universidad advirtieron que tragarse uno podría causar la muerte por asfixia o shock anafiláctico; un escritor científico señaló que esta era una advertencia estándar que se aplicaba solo a las personas con alergias relevantes.